# Stubaier Alpen
De Stubaier Alpen (Italiaans: Alpi dello Stubai) vormen een bergketen in de Oostelijke Alpen ten zuidwesten van Innsbruck. Het grootste deel van deze keten ligt in de Oostenrijkse deelstaat Tirol, een klein deel ligt ten oosten van Sterzing in het Italiaanse Zuid-Tirol. Een deel van de zuidelijke bergtoppen vormen de grens tussen Oostenrijk en Italië. De bergketen wordt begrensd door het Oberinntal in het noorden, door het Wipptal en de Brennerpas in het oosten, door het Ötztal en de bergpas Timmelsjoch in het westen en door de zijrivieren van de Passer en de Eisack in het zuiden. De hoogste bergtop is die van de Zuckerhütl (3507 meter).
De Stubaier Alpen zijn bereikbaar vanuit het Stubaital, het Ötztal, het Gschnitztal en het Sellraintal.
Het noordelijke deel van de bergketen, rondom het Sellraintal, is weinig vergletsjerd. De hellingen van de Zischgeles, Lampsenspitze, Pirchkogel en Sulzkogel alhier vormen een geliefd skigebied. Het zuidelijke deel aan het einde van het Stubaital daarentegen, ook wel Hochstubai geheten, wordt gekenmerkt door de aanwezigheid van vele gletsjers.
De Stubaier Alpen bestaan grotendeels uit oergesteente, alhoewel in het oosten van de bergketen ook kalksteen boven op het oergesteente ligt (zoals bij de Kalkkögel, Serleskam en de Tribulaun-toppen). De berghut Innsbrucker Hütte ten oosten van de top van de Habicht, tussen het Stubaital en het Gschnitztal, bevindt zich precies op de scheiding tussen het kalksteen- en het oergesteente.

## Bergtoppen
Bergtoppen in de Stubaier Alpen:
1. Zuckerhütl (Ital.: Pan di Zucchero), 3507 meter
2. Schrankogel, 3502 meter
3. Pfaffenschneid, 3498 meter
4. Ruderhofspitze, 3473 meter
5. Sonklarspitze, 3467 meter
6. Wilder Pfaff, 3457 meter
7. Wilder Freiger, 3418 meter
8. Östliche Seespitze, 3416 meter
9. Schrandele, 3392 meter
10. Wilde Leck, 3361 meter
11. Westliche Seespitze, 3354 meter
12. Windacher Daunkogel, 3348 meter
13. Stubaier Wildspitze, 3340 meter
14. Schaufelspitze, 3333 meter
15. Lisenser Fernerkogel, 3298 meter
16. Breiter Grießkogel, 3295 meter
17. Strahlkogel, 3288 meter
18. Habicht, 3280 meter
19. Östlicher Feuerstein, 3268 meter
20. Botzer, 3250 meter
21. Hoher Seeblaskogel, 3235 meter
22. Lisenser Spitze, 3230 meter
23. Hoher Nebelkogel, 3211 meter
24. Agglsspitze, 3196 meter
25. Stubaier Wildkarspitze, 3174 meter
26. Jochköpfl, 3143 meter
27. Pflerscher Tribulaun, 3096 meter
28. Hohe Villerspitze, 3087 meter
29. Acherkogel, 3010 meter
30. Hochreichkopf, 3010 meter
31. Zischgelesspitze, 3007 meter
32. Schöntalspitze, 3002 meter
33. Kraspesspitze, 2995 meter
34. Zwölferkogel, 2988 meter
35. Großer Trögler, 2902 meter
36. Rietzer Grieskogel, 2884 meter
37. Finstertaler Schartenkopf, 2855 meter
38. Roter Kogel, 2832 meter
39. Gaiskogel, 2820 meter
40. Gamskogel, 2815 meter
41. Schwarzhorn, 2813 meter
42. Pockkogel, 2807 meter
43. Kalkkögel (Schlicker Seespitze), 2804 meter
44. Hohe Kreuzspitze, 2744 meter
45. Serles, 2718 meter
46. Neunerkogel, 2640 meter
47. Hoher Burgstall, 2613 meter
48. Zwölferspitze, 2562 meter
49. Elferspitze, 2505 meter

## Bergpassen
1. Sonklarscharte, 3327 meter (Sölden naar Sterzing)
2. Bildstockljoch, 3138 meter (Sölden naar Ranalt (gem. Neustift im Stubaital))
3. Timmelsjoch (Ital.: Passo del Rombo), 2509 meter, Sölden naar Meran (Ital. Merano)
4. Jaufenpas (Ital.: Passo di Monte Giovo), 2094 meter, Sterzing naar Meran
5. Brennerpas (Ital.: Passo del Brennero), 1375 meter, Innsbruck naar Verona.

Van bovenstaande passen zijn de Timmelsjoch (alleen 's zomers), de Jaufenpas en de Brennerpas met de auto begaanbaar.